# Deronectes semirufus
Deronectes semirufus is een keversoort uit de familie waterroofkevers (Dytiscidae). De wetenschappelijke naam van de soort is voor het eerst geldig gepubliceerd in 1844 door Germar.